# Allium altoatlanticum
Allium altoatlanticum là một loài thực vật có hoa trong họ Amaryllidaceae. Loài này được Seregin mô tả khoa học đầu tiên năm 2006.